# Spinn-laddningsseparation
I den kondenserade materiens fysik,  är spin–laddningsseparation ett ovanligt uppträdande hos elektroner i vissa material, där de kan uppträda som om de splittrades i tre självständiga kvasipartiklar, spinonen, orbitonen och chargonen (eller dess antipartikel, holonen). Elektronen kan i teorin alltid ses som ett bundet tillstånd av de tre, med spinonen som bärare av elektronens spinn, orbitonen som bärare av orbitala frihetsgraden och chargonen som bärare av laddningen. Under vissa omständigheter kan de dock bli ”frisläppta” och uppträda som självständiga partiklar.
Teorin för spin-laddningsseparation härrör från Shinichiro Tomonaga som tog fram en approximativ metod att behandla endimensionella växelverkande kvantsystem 1950. Tomonagas uppslag har senare vidareutvecklats av andra fysiker.